# Modelo Georgi-Glashow

El patrón de isospins débiles, hipercargas débiles y cargas fuertes de partículas en el modelo de Georgi-Glashow, rotado por el ángulo de mezcla débil predicho, muestra la carga eléctrica aproximadamente a lo largo de la vertical. Además de las partículas del Modelo Estándar, la teoría incluye doce bosones X coloreados, responsables de la desintegración del protón.

En física de partículas, el modelo de Georgi-Glashow es una gran teoría unificada (GUT) particular propuesta por Howard Georgi y Sheldon Glashow en 1974. En este modelo, el modelo estándar los grupos de gauge SU(3) × SU(2) × U(1) se combinan en un solo grupo de gauge simple SU(5). Se cree que el grupo unificado SU (5) se divide espontáneamente en el subgrupo del modelo estándar por debajo de una escala de energía muy alta llamada escala de gran unificación.
Dado que el modelo de Georgi-Glashow combina leptones y quarks en representaciones únicas irreducibles, existen interacciones que no conservan el número bariónico, aunque conservan el número cuántico B - L asociado con la simetría de la representación común. Esto produce un mecanismo para la desintegración de protones, y la tasa de desintegración de protones se puede predecir a partir de la dinámica del modelo. Sin embargo, la desintegración del protón aún no se ha observado experimentalmente, y el límite inferior resultante en la vida útil del protón contradice las predicciones de este modelo. Sin embargo, la elegancia del modelo ha llevado a los físicos de partículas a utilizarlo como base para modelos más complejos que producen una vida útil más prolongada de los protones, particularmente SO(10) en las variantes básica y SUSY.
(Para una introducción más elemental a cómo la teoría de representación de álgebras de Lie está relacionada con la física de partículas, ver física de Partículas y teoría de representación.)
Este modelo adolece el problema de división de doblete-triplete.

## Construcción

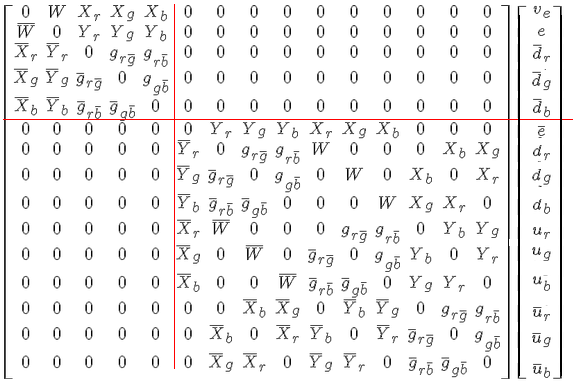
Representación esquemática de fermiones y bosones en SU (5) GUT que muestra una división 5 + 10 en los multipletes. Se omite la fila para 1 (el singlete de neutrino estéril), pero también se aislaría. Los bosones neutros (fotón, bosón Z y gluones neutros) no se muestran pero ocupan las entradas diagonales de la matriz en superposiciones complejas.

SU(5) actúa sobre {\displaystyle \mathbb {C} ^{5}}{\displaystyle \mathbb {C} ^{5}} y de ahí en su producto exterior {\displaystyle \wedge \mathbb {C} ^{5}}. Escogiendo un {\displaystyle \mathbb {C} ^{2}\oplus \mathbb {C} ^{3}} la división restringe SU (5) a S(U(2)×U(3)), produciendo matrices de la forma
{\displaystyle {\begin{matrix}\phi :&U(1)\times SU(2)\times SU(3)&\rightarrow &S(U(2)\times U(3))\subset SU(5)\\&(\alpha ,g,h)&\longmapsto &{\begin{pmatrix}\alpha ^{3}g&0\\0&\alpha ^{-2}h\end{pmatrix}}\\\end{matrix}}}
Con kernel {\displaystyle (\alpha ,\alpha ^{3},\alpha ^{-2})}{\displaystyle (\alpha ,\alpha ^{3},\alpha ^{-2})}, por lo tanto, isomorfo al grupo de calibre verdadero del modelo estándar {\displaystyle SU(3)\times SU(2)\times U(1)/\mathbb {Z} _{6}} . Por la potencia cero {\displaystyle {\textstyle \bigwedge }^{0}\mathbb {C} ^{5}}, esto actúa trivialmente, emparejando un neutrino zurdo, {\displaystyle \mathbb {C} _{0}\otimes \mathbb {C} \otimes \mathbb {C} } . Por la primera potencia exterior {\displaystyle {\textstyle \bigwedge }^{1}\mathbb {C} ^{5}\cong \mathbb {C} ^{5}}, la acción de grupo del modelo estándar conserva la división {\displaystyle \mathbb {C} ^{5}\cong \mathbb {C} ^{2}\oplus \mathbb {C} ^{3}} . La {\displaystyle \mathbb {C} ^{2}} se transforma trivialmente en SU(3), como un doblete en SU(2), y bajo la representación Y = ½ de U(1) (ya que la hipercarga débil se normaliza convencionalmente como α3 = α6Y ); esto coincide con un anti-leptones diestros, {\displaystyle \mathbb {C} _{\frac {1}{2}}\otimes \mathbb {C} ^{2*}\otimes \mathbb {C} } (como {\displaystyle \mathbb {C} ^{2}\cong \mathbb {C} ^{2*}} en SU (2)). La {\displaystyle \mathbb {C} ^{3}} se transforma como un triplete en SU (3), un singlete en SU (2), y bajo la representación de Y = −1/3 de U(1) (como α−2 = α6Y esto coincide con un quark down diestro, {\displaystyle \mathbb {C} _{-{\frac {1}{3}}}\otimes \mathbb {C} \otimes \mathbb {C} ^{3}} .
La segunda potencia {\displaystyle {\textstyle \bigwedge }^{2}\mathbb {C} ^{5}} se obtiene a través de la fórmula {\displaystyle {\textstyle \bigwedge }^{2}(V\oplus W)={\textstyle \bigwedge }^{2}V^{2}\oplus (V\otimes W)\oplus {\textstyle \bigwedge }^{2}V^{2}} . Como SU (5) conserva la forma de volumen canónico de {\displaystyle \mathbb {C} ^{5}}, Los duales de Hodge dan las tres potencias superiores al {\displaystyle {\textstyle \bigwedge }^{p}\mathbb {C} ^{5}\cong ({\textstyle \bigwedge }^{5-p}\mathbb {C} ^{5})^{*}} . Por lo tanto, la representación del modelo estándar F ⊕ F* de una generación de fermiones y antifermiones se encuentra dentro de {\displaystyle \wedge \mathbb {C} ^{5}} .
Motivaciones similares se aplican a Pati-Salam y a SO(10), E6 y otros supergrupos de SU(5).

## Ruptura SU(5)
La ruptura de SU(5) ocurre cuando un campo escalar, análogo al campo de Higgs, y que se transforma en el adjunto de SU (5) adquiere un valor esperado de vacío proporcional al generador de hipercarga débil,
{\displaystyle {\frac {Y}{2}}=\operatorname {diag} \left(-1/3,-1/3,-1/3,1/2,1/2\right)}
Cuando esto ocurre, SU (5) se rompe espontáneamente con el subgrupo de SU (5) desplazándose con el grupo generado por Y.
Este subgrupo intacto es solo el grupo de modelo estándar,
{\displaystyle [SU(3)\times SU(2)\times U(1)_{Y}]/\mathbb {Z} _{6}.}
Bajo su subgrupo ininterrumpido, el contiguo 24 se transforma como
{\displaystyle \mathbf {24} \rightarrow (8,1)_{0}\oplus (1,3)_{0}\oplus (1,1)_{0}\oplus (3,2)_{-{\frac {5}{6}}}\oplus ({\bar {3}},2)_{\frac {5}{6}}}
dando los bosones gauge del modelo estándar más los nuevos bosones X e Y. Ver representación restringida .
Los quarks y leptones del modelo estándar encajan perfectamente en las representaciones de SU (5). Específicamente, los fermiones zurdos se combinan en 3 generaciones de {\displaystyle {\overline {\mathbf {5} }}\oplus \mathbf {10} \oplus \mathbf {1} } . Bajo el subgrupo intacto, estos se transforman como
{\displaystyle {\begin{aligned}{\overline {\mathbf {5} }}&\to ({\bar {3}},1)_{\frac {1}{3}}\oplus (1,2)_{-{\frac {1}{2}}}&&d^{c}{\text{ and }}l\\\mathbf {10} &\to (3,2)_{\frac {1}{6}}\oplus ({\bar {3}},1)_{-{\frac {2}{3}}}\oplus (1,1)_{1}&&q,u^{c}{\text{ and }}e^{c}\\\mathbf {1} &\to (1,1)_{0}&&v^{c}\end{aligned}}}
dando precisamente el contenido fermiónico zurdo del modelo estándar, donde para cada generación d c, u c, e c y ν c representan antiquark down, antiquark up, antilepton down y lepton de tipo anti-up, respectivamente, yq yl representan quark y lepton . Ahora se cree que los fermiones que se transforman en 1 bajo SU (5) son necesarios debido a la evidencia de oscilaciones de neutrinos, a menos que se encuentre una manera de introducir un pequeño acoplamiento de Majorana para los neutrinos zurdos.
Desde el grupo de homotopía
{\displaystyle \pi _{2}\left({\frac {SU(5)}{[SU(3)\times SU(2)\times U(1)_{Y}]/\mathbb {Z} _{6}}}\right)=\mathbb {Z} }
Este modelo predice los monopolos de 't Hooft-Polyakov .
Estos monopolos tienen cargas magnéticas Y cuantificadas. Dado que la carga electromagnética Q es una combinación lineal de algún generador SU (2) con Y / 2, estos monopolos también tienen cargas magnéticas cuantificadas, donde por magnéticas aquí, nos referimos a cargas magnéticas electromagnéticas.

## SU supersimétrico mínimo (5)
El modelo supersimétrico mínimo SU (5) asigna un {\displaystyle \mathbb {Z} _{2}} paridad de materia a los supercampos quirales con los campos de materia que tienen paridad impar y el Higgs que tiene paridad par para proteger al Higgs electrodébil de correcciones cuadráticas de masa radiativa (problema de la jerarquía). En la versión no supersimétrica, la acción es invariante bajo una simetría similar {\displaystyle \mathbb {Z} _{2}} porque los campos de materia son todos fermiónicos y, por lo tanto, deben aparecer en la acción en pares, mientras que los campos de Higgs son bosónicos .

### Supercampos quirales
Como representaciones complejas:
| etiqueta                                   | descripción                 | multiplicidad | SU (5) rep                                 | {\displaystyle \mathbb {Z} _{2}} reps |
| ------------------------------------------ | --------------------------- | ------------- | ------------------------------------------ | ------------------------------------- |
| Φ                                          | Campo de Higgs GUT          | 1             | 24                                         | +                                     |
| Uh                                         | campo de Higgs electrodébil | 1             | 5                                          | +                                     |
| H d                                        | campo de Higgs electrodébil | 1             | {\displaystyle {\overline {\mathbf {5} }}} | +                                     |
| {\displaystyle {\overline {\mathbf {5} }}} | campos de materia           | 3             | {\displaystyle {\overline {\mathbf {5} }}} | -                                     |
| 10                                         | campos de materia           | 3             | 10                                         | -                                     |
| N c                                        | neutrinos estériles         | ?             | 1                                          | -                                     |

### Superpotencial
Un superpotencial renormalizable invariante genérico es un (complejo) polinomio cúbico invariante en los supercampos {\displaystyle SU(5)\times \mathbb {Z} _{2}} . Es una combinación lineal de los siguientes términos:
{\displaystyle {\begin{matrix}\Phi ^{2}&&\Phi _{B}^{A}\Phi _{A}^{B}\\[4pt]\Phi ^{3}&&\Phi _{B}^{A}\Phi _{C}^{B}\Phi _{A}^{C}\\[4pt]H_{d}H_{u}&&{H_{d}}_{A}H_{u}^{A}\\[4pt]H_{d}\Phi H_{u}&&{H_{d}}_{A}\Phi _{B}^{A}H_{u}^{B}\\[4pt]H_{u}\mathbf {10} _{i}\mathbf {10} _{j}&&\epsilon _{ABCDE}H_{u}^{A}\mathbf {10} _{i}^{BC}\mathbf {10} _{j}^{DE}\\[4pt]H_{d}{\overline {\mathbf {5} }}_{i}\mathbf {10} _{j}&&{H_{d}}_{A}{\overline {\mathbf {5} }}_{Bi}\mathbf {10} _{j}^{AB}\\[4pt]H_{u}{\overline {\mathbf {5} }}_{i}N_{j}^{c}&&H_{u}^{A}{\overline {\mathbf {5} }}_{Ai}N_{j}^{c}\\[4pt]N_{i}^{c}N_{j}^{c}&&N_{i}^{c}N_{j}^{c}\\\end{matrix}}}
La primera columna es una abreviatura de la segunda columna (sin tener en cuenta los factores de normalización adecuados), donde los índices de capital son índices SU (5) e i y j son los índices de generación.
Las dos últimas filas presuponen la multiplicidad de {\displaystyle N^{c}} no es cero (es decir, que existe un neutrino estéril ). El acoplamiento {\displaystyle H_{u}\mathbf {10} _{i}\mathbf {10} _{j}} tiene coeficientes que son simétricos en i y j . El acoplamiento {\displaystyle N_{i}^{c}N_{j}^{c}} tiene coeficientes que son simétricos en i y j . No es necesario que el número de generaciones de neutrinos estériles sea tres, a menos que el SU (5) esté integrado en un esquema de unificación superior como el SO (10) .

### Vacua
Los vacíos corresponden a los ceros mutuos de los términos F y D. Primero veamos el caso donde los VEV de todos los campos quirales son cero excepto para Φ.

#### El sector Φ
{\displaystyle W=Tr\left[a\Phi ^{2}+b\Phi ^{3}\right]}
Los ceros F corresponden a encontrar los puntos estacionarios de W sujetos a la restricción sin traza {\displaystyle Tr[\Phi ]=0.} Entonces, {\displaystyle 2a\Phi +3b\Phi ^{2}=\lambda \mathbf {1} ,} donde λ es un multiplicador de Lagrange.
Hasta una transformación SU (5) (unitaria),
{\displaystyle \Phi ={\begin{cases}\operatorname {diag} (0,0,0,0,0)\\\operatorname {diag} ({\frac {2a}{9b}},{\frac {2a}{9b}},{\frac {2a}{9b}},{\frac {2a}{9b}},-{\frac {8a}{9b}})\\\operatorname {diag} ({\frac {4a}{3b}},{\frac {4a}{3b}},{\frac {4a}{3b}},-{\frac {2a}{b}},-{\frac {2a}{b}})\end{cases}}}
Los tres casos se denominan caso I, II y III y rompen la simetría del calibre en {\displaystyle SU(5),[SU(4)\times U(1)]/\mathbb {Z} _{4}} y {\displaystyle [SU(3)\times SU(2)\times U(1)]/\mathbb {Z} _{6}} respectivamente (el estabilizador del VEV).
En otras palabras, hay al menos tres secciones de superselección diferentes, lo cual es típico de las teorías supersimétricas.
Solo el caso III tiene algún sentido fenomenológico y, por lo tanto, nos centraremos en este caso de ahora en adelante.
Se puede verificar que esta solución junto con cero VEV para todos los demás multipletes quirales es un cero de los términos F y términos D . La paridad de materia permanece intacta (hasta la escala TeV).

#### Descomposición
El álgebra de gauge 24 se descompone como
{\displaystyle {\begin{pmatrix}(8,1)_{0}\\(1,3)_{0}\\(1,1)_{0}\\(3,2)_{-{\frac {5}{6}}}\\({\bar {3}},2)_{\frac {5}{6}}\end{pmatrix}}.}
Este 24 es una representación real, por lo que los dos últimos términos necesitan explicación. Ambas cosas {\displaystyle (3,2)_{-{\frac {5}{6}}}} y {\displaystyle ({\bar {3}},2)_{\frac {5}{6}}} son representaciones complejas. Sin embargo, la suma directa de ambas representaciones se descompone en dos representaciones reales irreductibles y solo tomamos la mitad de la suma directa, es decir, una de las dos copias reales irreductibles. Los primeros tres componentes se dejan intactos. El Higgs adjunto también tiene una descomposición similar, excepto que es complejo. El mecanismo de Higgs causa una MITAD real de la {\displaystyle (3,2)_{-{\frac {5}{6}}}} y {\displaystyle ({\bar {3}},2)_{\frac {5}{6}}} del Higgs adjunto para ser absorbido. La otra mitad real adquiere una masa proveniente de los términos D. Y los otros tres componentes del Higgs adjunto, {\displaystyle (8,1)_{0},(1,3)_{0}} y {\displaystyle (1,1)_{0}} Adquirir masas de escala GUT provenientes de auto-emparejamientos del superpotencial, {\displaystyle a\Phi ^{2}+b<\Phi >\Phi ^{2}.}
Los neutrinos estériles, si existen, también adquirirían una masa de Majorana en escala GUT procedente del acoplamiento superpotencial ν c2 .
Debido a la paridad de materia, las representaciones de materia {\displaystyle {\overline {\mathbf {5} }}} y 10 permanecen quirales.
Son los campos de Higgs 5 H y {\displaystyle {\overline {\mathbf {5} }}_{H}} que son interesantes.
| {\displaystyle 5_{H}}                                                                       |                                                         | {\displaystyle {\bar {5}}_{H}}                                                                       |
| {\displaystyle {\begin{pmatrix}(3,1)_{-{\frac {1}{3}}}\\(1,2)_{\frac {1}{2}}\end{pmatrix}}} | {\displaystyle {\begin{matrix}\_\_\_\\???\end{matrix}}} | {\displaystyle {\begin{pmatrix}({\bar {3}},1)_{\frac {1}{3}}\\(1,2)_{-{\frac {1}{2}}}\end{pmatrix}}} |

Los dos términos superpotenciales relevantes aquí son {\displaystyle 5_{H}{\bar {5}}_{H}} y {\displaystyle <24>5_{H}{\bar {5}}_{H}} . A menos que haya algún ajuste fino, esperaríamos que los términos del triplete y los términos del doblete se emparejen, dejándonos sin dobletes electrodébiles ligeros. Esto está en completo desacuerdo con la fenomenología. Consulte el problema de división de doblete-triplete para obtener más detalles.

## Decaimiento de protones en SU (5)

La fuente más común de desintegración de protones en SU (5). Un quark up zurdo y uno diestro se aniquilan, produciendo un ^{bosón X +}, que decae en un positrón y un anti quark down de sentido contrario.

La unificación del modelo estándar a través de un grupo SU(5) tiene importantes implicaciones fenomenológicas. El más notable de ellos es la desintegración de protones, que está presente en SU (5) con y sin supersimetría. Esto está permitido por los nuevos bosones vectoriales introducidos a partir de la representación adjunta de SU(5), que también contiene los bosones gauge de las fuerzas del modelo estándar. Dado que estos nuevos bosones gauge están en  representaciones bifundamentales (3,2) -5/6, violan los números bariónicos y leptónicos. Como resultado, los nuevos operadores deberían hacer que los protones se desintegren a una tasa inversamente proporcional a sus masas. Este proceso se denomina desintegración de protones de dimensión 6 y es un problema para el modelo, ya que se determina experimentalmente que el protón tiene una vida útil mayor que la edad del universo. Esto significa que un modelo SU (5) está severamente limitado por este proceso.
Además de estos nuevos bosones gauge, en los modelos SU (5), el campo de Higgs suele estar incrustado en una representación 5 del grupo GUT. La advertencia de esto es que dado que el campo de Higgs es un doblete SU (2), la parte restante, un triplete SU (3), debe ser un campo nuevo, generalmente llamado D. Este nuevo escalar podría generar la desintegración de protones como bien y, asumiendo la alineación de vacío de Higgs más básica, no tendría masa, lo que permitiría el proceso a velocidades muy altas.
Si bien no es un problema en el modelo de Georgi-Glashow, un modelo SU (5) supersimmetrizado tendría operadores de desintegración de protones adicionales debido a los supercompañeros de los fermiones del modelo estándar. La falta de detección de la desintegración de protones (en cualquier forma) pone en duda la veracidad de SU (5) GUT de todos los tipos, sin embargo, aunque los modelos están muy restringidos por este resultado, en general no se descartan.

### Mecanismo
En el diagrama de Feynman de orden más bajo correspondiente a la fuente más simple de desintegración de protones en SU (5), un quark up zurdo y uno diestro se aniquilan, produciendo un bosón X +, que decae a un quark derecho (o izquierdo positrón ) y un quark anti-down para zurdos (o diestros):
,{\displaystyle u_{L}+u_{R}\to X^{+}\to e_{R}^{+}+{\bar {d}}_{L}}
.{\displaystyle u_{L}+u_{R}\to X^{+}\to e_{L}^{+}+{\bar {d}}_{R}}
Este proceso conserva el isospín débil, la hipercarga débil y el color . GUT equipara el anti-color con tener 2 colores, {\displaystyle {\bar {g}}\equiv rb}, y SU (5) define los leptones normales zurdos como "blancos" y los antileptones diestros como "negros". El primer vértice solo involucra fermiones de la 10, mientras que el segundo solo involucra fermiones en el 5̅ (o 10 ), lo que demuestra la preservación de la simetría SU (5).

## Opinión de Lee Smolin sobre SU (5)
En su libro The Trouble with Physics, Smolin afirma:
 

After some twenty-five years, we are still waiting. No protons have decayed. We have been waiting long enough to know that SU(5) grand unification is wrong. It's a beautiful idea, but one that nature seems not to have adopted. Page 64.

Indeed, it would be hard to underestimate the implications of this negative result. SU(5) is the most elegant way imaginable of unifying quarks with leptons, and it leads to a codification of the properties of the standard model in simple terms. Even after twenty-five years, I still find it stunning that SU(5) doesn't work. Page 65.
Smolin, Lee (2007). The Trouble with Physics.

En español

Después de 25 años, seguimos en espera. ningún protón se ha desintegrado. hemos esperado lo suficiente como para saber que la teoría de gran unificación SU(5) es incorrecta. Es una idea hermosa, pero una en la que la naturaleza parece no estar aprobada. Página 64.

De hecho, seria difícil sobrestimar las implicaciones de estos resultados negativos. SU(5) es la forma mas elegante de unificar los quarks y los leptones, además lleva a la codificación de las propiedades del modelo estándar a términos más simples. Incluso después de 25 años, sigo encontrando impresionante que la SU(5) no funcione. Página 65.
Smolin, Lee (2007). The Trouble with Physics.